# 草野博紀
草野 博紀（くさの ひろのり、1988年〈昭和63年〉2月15日 - ）は、日本の男性歌手、タレント、元モデルである。
神奈川県横浜市出身。元ジャニーズ事務所所属。男性アイドルグループ・NEWSの元メンバー。
現在はHit Music Records株式会社に所属し、活動している。

## 略歴
- ジャニーズJr.時代はK.K.Kityのメンバーとして活動。
- 2003年9月15日、NEWSのメンバーに選抜され、11月7日に『NEWSニッポン』でCDデビュー。2004年5月12日、『希望〜Yell〜』でメジャーデビュー。
- 2006年1月に自己推薦入試で法政大学キャリアデザイン学部キャリアデザイン学科に合格[5]。
- 2006年1月に未成年飲酒疑惑を報じられ、芸能活動を自粛[6]。同年末にジャニーズ事務所が草野のNEWS脱退と、研修生として出直すことを発表[6]。
- 2007年7月、少年隊主演の舞台『PLAYZONE 2007 Change2Chance』に内博貴とともに出演し、ジャニーズJr.として芸能活動を再開[6]。
- 大学2年生から留学し、4年生の後期に退学する[3]。ジャニーズ事務所は2008年に退所した[3]。
- 2013年から2018年までは「Porehead」のボーカリストとして活動する[3][7][8][9][10]。
- 2022年、地下アイドルグループの〜SUNNY SIDE HILLS〜を総合プロデュース[11][12]。

## 出演
グループとしての出演はK.K.Kity#メンバー、NEWS (グループ)#出演を参照。

### テレビドラマ
- 劇団演技者。「家が遠い」（2005年9月14日 - 10月26日、フジテレビ）木田 役

### ラジオ
- NEWS Kick and Spin Muzik（FM横浜）

### CM
- ベネッセ 進研ゼミ（2002年）[13]

### 舞台
- PLAYZONE 2007 Change2Chance（2007年）[6]
- おおばかもの〜みにくいアヒルのプリンシパル〜（2017年11月8日 - 12日、草月ホール）[14]
- 猫と犬と約束の燈 2018-夏（2018年7月7日 - 16日、こくみん共済 coop ホール / スペース・ゼロ）
- キンギンヒシャカク！〜乙女の一手〜（2019年2月14日 - 17日、草月ホール）
- 小さな結婚式〜いつか、いい風は吹く〜（2019年5月5日 - 6日、大阪ビジネスパーク円形ホール、5月15日 - 19日、こくみん共済 coop ホール / スペース・ゼロ）
- 初等教育ロイヤル（2019年6月20日 - 23日、ABCホール）
- おおばかもの～ふくらめ！私のイースト菌！～（2019年10月31日 - 11月4日、浅草花劇場）[15]
- 浦安鉄筋家族〜子ども大戦争〜（2021年7月10日 - 18日、こくみん共済 coop ホール / スペース・ゼロ）[16]
- おおばかもの〜メレンゲとわすれもの〜（2021年11月17日 - 21日、草月ホール）[17][18]
- 死刑島（2022年4月26日 - 5月1日、劇場HOPE）
- 逆転満塁サヨナラ、またね。（2022年8月10日 - 14日、シアターグリーン BIG TREE THEATER）
- ザ・シェフ2〜思い出を売る店〜（2022年10月27日 - 30日、池袋シアターグリーン） - 主演・味沢匠 役[19]
- 逆転満塁サヨナラ、またね。（2024年5月22日 - 26日、シアターグリーン BIG TREE THEATER）[20]